# Fabada asturiana

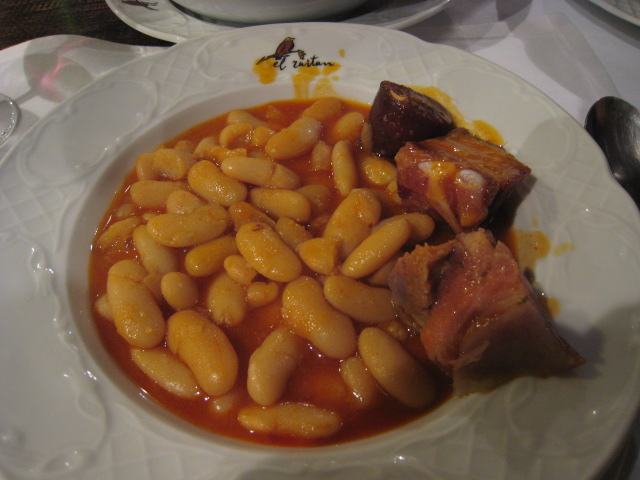
Fabada asturiana acabada de fazer

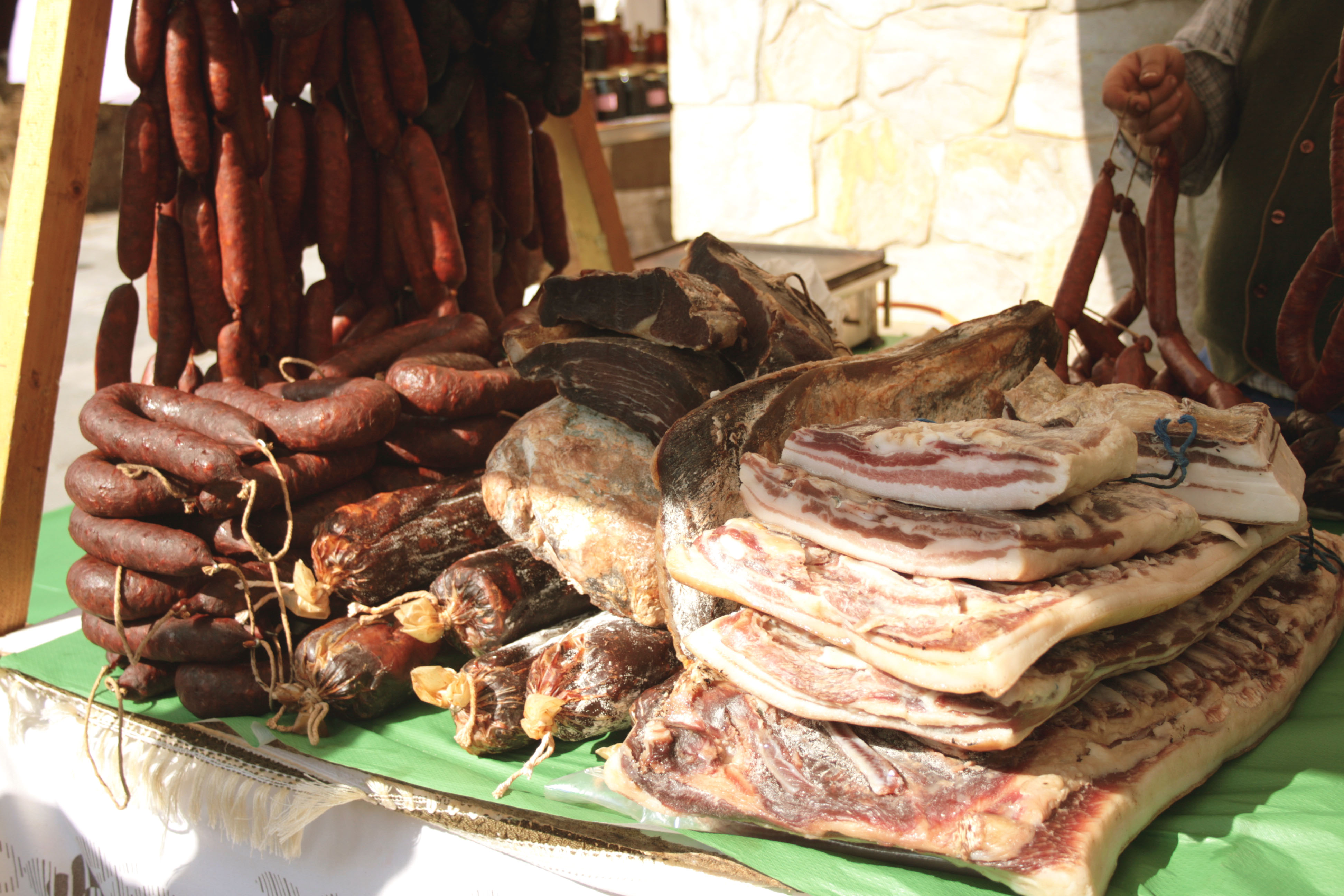
Compango: as carnes da fabada asturiana

Fabada asturiana ou também apenas fabada, é um prato tradicional da região das Astúrias, na Espanha. Ao contrário do que o nome pode sugerir, trata-se de um prato preparado com feijão branco seco (Phaseolus vulgaris) e não com favas (tratando-se, por isso, de uma feijoada).
Os feijões são colocados de molho na véspera da preparação. São cozinhados em lume brando durante duas a três horas, com uma cebola inteira, que é retirada pouco depois do início da cozedura. O tempero inclui pimentão, açafrão e azeite. No fim, juntam-se diversas carnes de porco fumadas e cruas que, no seu conjunto, são conhecidas como compango. O compango é normalmente constituído por toucinho, chouriço, morcela, orelha e rabo. O caldo deve ficar bem apurado, apresentando uma tonalidade alaranjada.
De acordo com a tradição popular, é um prato que sabe melhor no dia seguinte a ter sido preparado. É normalmente servido num prato ou numa caçarola de barro, com as carnes servidas à parte. Alguns dos apreciadores deste prato defendem que deve ser consumido com sidra, outros argumentam que é melhor com cerveja, havendo também quem prefira o vinho.
É um prato de tal forma popular que é possível encontrar versões enlatadas ou embaladas na maior parte dos supermercados espanhóis. É considerado um prato de Inverno, devendo ser consumido ao almoço, dado tratar-se de uma iguaria farta e pesada.